# Plan XVII
Plan XVII var Frankrigs plan for modstand mod tyskernes angreb (Schlieffen-planen) i starten af 1. verdenskrig i august 1914. Den offensive franske militærstrategi blev udtænkt af Ferdinand Foch, og den var baseret på anvendelsen af rå styrke og en mystisk tro på "kampånd". General Joseph Joffre overtog denne plan, da han blev øverskommanderende i 1911. Plan XVII gik ud på at angribe tyskerne ved Alsace-Lorraine, og bagefter gå efter Berlin. Da Første Verdenskrig brød ud i 1914, blev plan XVII sat i værk, og den blev et sviende nederlag. Det tyske forsvar af Alsace var langt stærkere end ventet. Efter et par ugers kamp var de franske hære tilbage ved udgangspunktet. Plan XVII havde 2 afgørende svagheder: For det første havde Joffre undervurderet den tyske hærs evne til at bevæge sig og holde sig forsynet. For det andet var planen offensiv: Som det senere forløbe af krigen kom til at vise med al tydelighed var defensiven stærkere end offensiven under 1. verdenskrig, og infanterienheder udstyret med maskingeværer kunne stoppe stort set ethvert angreb. 40.000 franskmænd mistede livet og resten trak sig tilbage. Den franske hær faldt tilbage, fik omgrupperet sig og slog i de første uger af september 1914 tyskerne tilbage ved Marne-slaget. 1. verdenskrig sluttede i 1918.
48°48′N 5°54′Ø / 48.8°N 5.9°Ø